# 博霍特冰原島峰

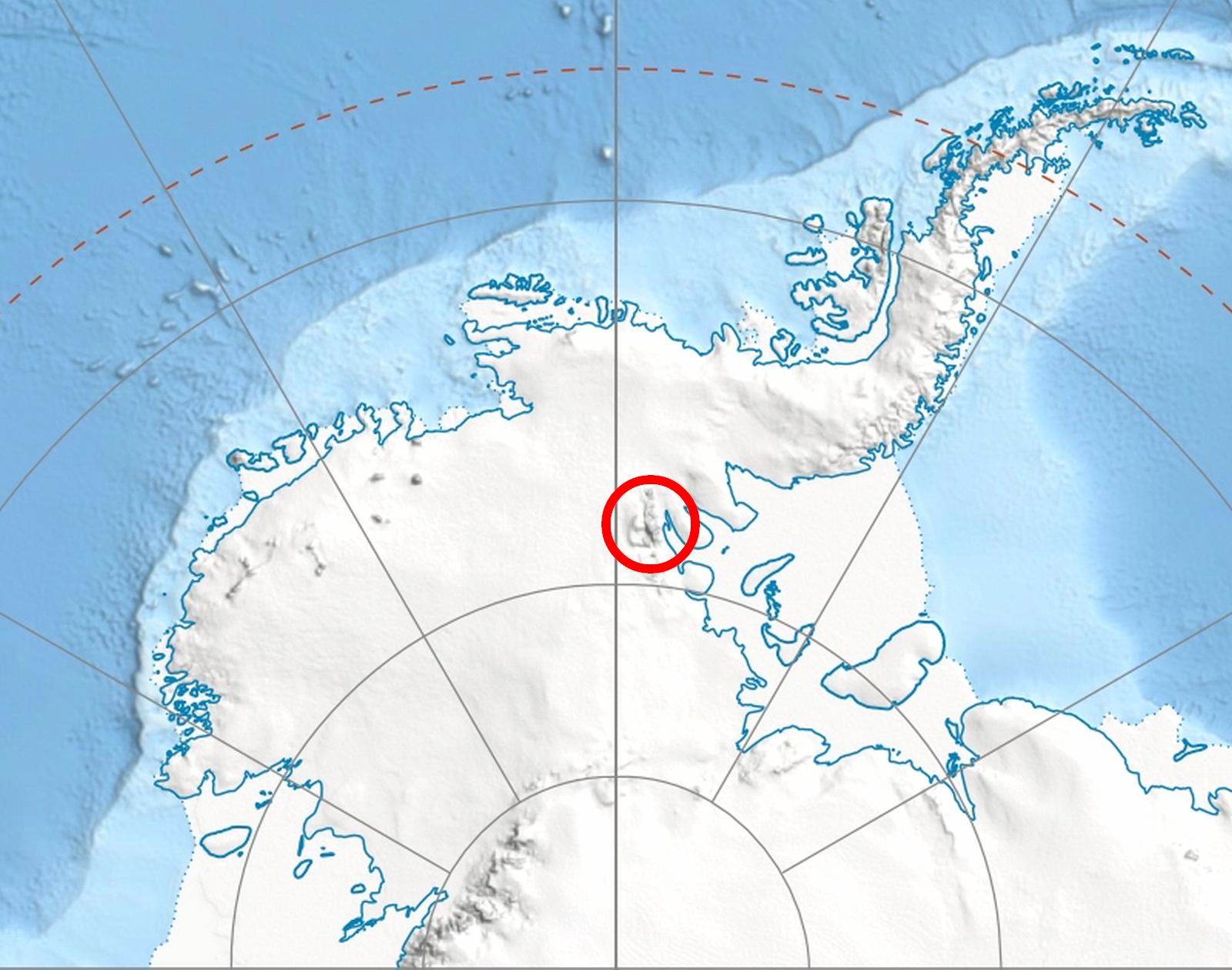

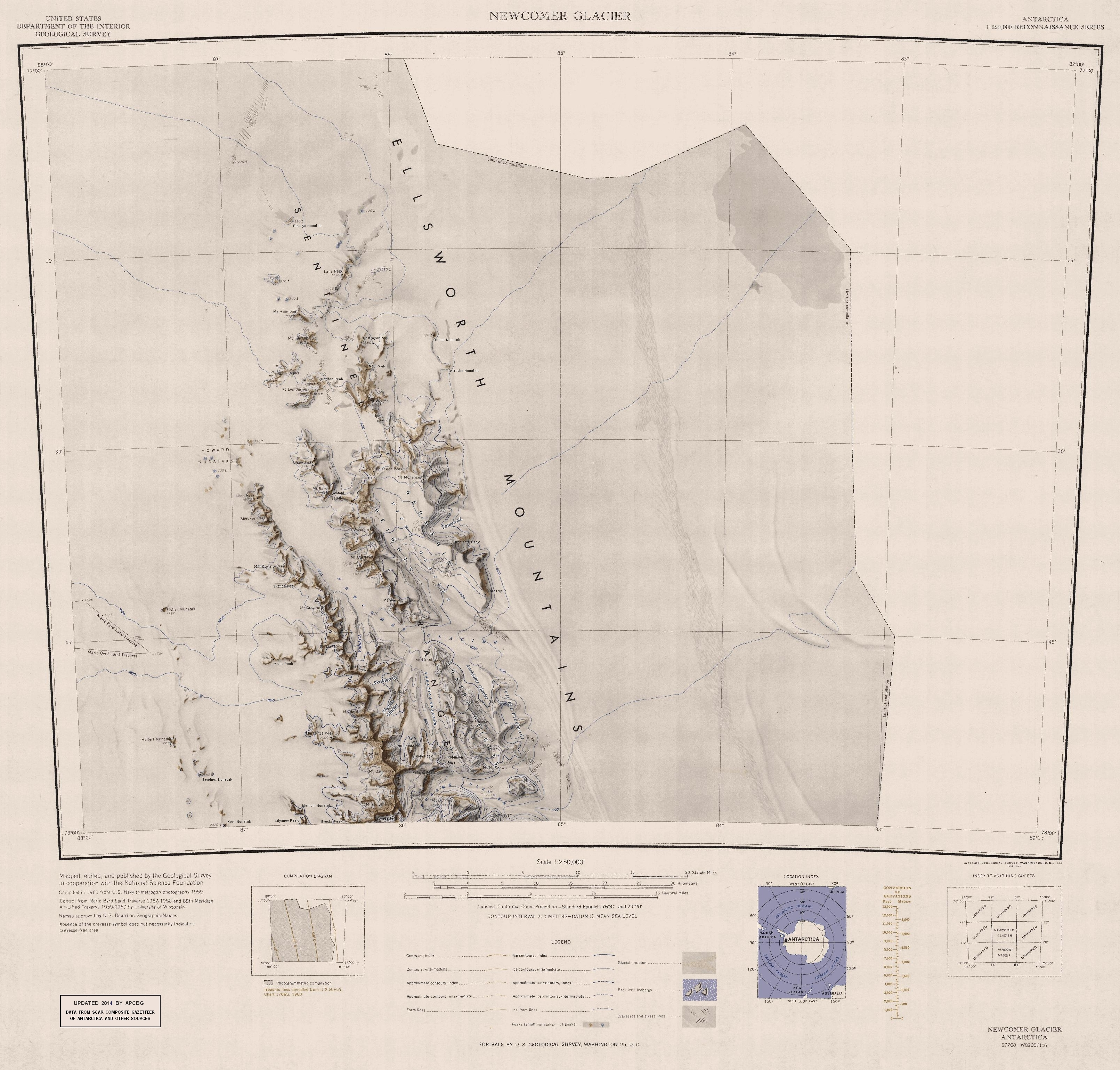

博霍特冰原島峰（英語：Bohot Nunatak），是南極洲的冰原島峰，位於埃爾斯沃思地，處於威姆斯山東北面13.7公里、帕斯特羅戈爾峰以東10.93公里、蘭茨峰東南面15.96公里和奧斯特魯沙冰原島峰西北面5.27公里，屬於埃爾斯沃思山脈中森蒂納爾嶺的一部分，海拔高度1,120米，現時由南極條約體系管理。